# 青森県立黒石商業高等学校
青森県立黒石商業高等学校（あおもりけんりつくろいししょうぎょうこうとうがっこう、Aomori Prefectural Kuroishi Commercial High School）は、青森県黒石市に所在した公立の商業高等学校。

## 設置学科
- 商業科
- 情報処理科
- 情報デザイン科

## 沿革・歴史
- 1974年（昭和49年）4月8日 - 開校。
  - 初代校長は、蝦名俊吉（1981年（昭和56年）3月末まで在任）。
  - 定員は、情報処理科・商業デザイン科各45名、事務科・営業科各90名、計270名の4学科。
- 1974年（昭和49年）10月12日 - 校歌制定
- 1974年（昭和49年）11月8日 - 校旗樹立
- 1979年（昭和54年）
  - 2月 - 卒業予定者を対象に行われたテーブルマナー講習会の食事が原因で142人が食中毒[1]。
  - 4月1日 - 学科転換により事務科と営業科を統合し、 定員180名の商業科とする。
- 1982年（昭和57年）4月1日 - 丙午の少子化の影響により、9回生に限り、商業科の定員を45名減らし、135名とする。
- 1990年（平成2年）2月3日 - 岩手県立宮古商業高等学校と姉妹校締結。
- 1991年（平成3年）4月1日 - 学科転換により、商業デザイン科をCGを取り入れた情報デザイン科とする。
- 1993年（平成5年）4月1日 - 定員を商業科176名、情報処理科44名、情報デザイン科44名とする。
- 1994年（平成6年）4月1日 - 定員を商業科172名、情報処理科43名、情報デザイン科43名とする。
- 1995年（平成7年）4月1日 - 定員を商業科168名、情報処理科42名、情報デザイン科42名とする。
- 1996年（平成8年）4月1日 - 定員を商業科160名、情報処理科40名、情報デザイン科40名とする。
- 2000年（平成12年）4月1日 - 定員を商業科120名、情報処理科40名、情報デザイン科40名とする。
- 2005年（平成17年）4月1日 - 定員を商業科80名、情報処理科40名、情報デザイン科40名とする。
- 2020年（令和2年） - 各学科募集停止。
- 2022年（令和4年）3月 - 情報デザイン科を青森県立黒石高等学校に統合、商業科と情報処理科を青森県立弘前実業高等学校に継承、閉校。

## 主な出身者
- 奥谷昭夫（同校同窓会東京支部長・2回生、世にも奇妙な物語などで活躍中のドルフィンズ『車輛』の代表取締役）
- 沢田ひろふみ（漫画家、7回生・商業デザイン科）

## 交通
弘南バス
- 「商業高校前」下車
  - 黒石駅～高野線 （本郷・浪岡駅経由）
  - 黒石商業高校～川部駅線

黒石市回遊バスぷらっと号
- 長坂コース 「商業高校前」下車
- 中部・東コース 「北美町」下車

## その他
- 情報処理科と商業デザイン科は青森県初の学科であった。
- 硬式野球部は2015年に青森の2強、八戸学院光星や青森山田と互角の戦いをした。春は八戸学院光星に0-3と善戦、夏は青森山田に3-2で9回サヨナラ勝ち[2]。
- 女子ソフトボール部は2018年2月に行われた第35回陸奥新報杯のソフトボール大会で優勝した[3][4]。